# Gare de Carpinteria
La  gare de Carpinteria est une gare ferroviaire des États-Unis située à Carpinteria en Californie; Elle est desservie par Amtrak. C'est une gare sans personnel.

## Histoire
Elle est ouverte en 1997.

## Service des voyageurs

### Desserte
Elle est desservie par une liaison longue-distance Amtrak :
- Le Pacific Surfliner: San Diego - San Luis Obispo